# NGC 441
NGC 441 este o galaxie spirală, posibil lenticulară, situată în constelația Sculptorul. A fost descoperită în 27 septembrie 1834 de către John Herschel.